# Mayer Gil
Mayer Andrés Gil Hurtado (Yopal, Casanare, Colombia, 7 de septiembre de 2003) es un futbolista colombiano naturalizado salvadoreño que juega de delantero en el Alianza Valledupar F.C., de la Categoría Primera A de Colombia. Además, es internacional con la Selección de fútbol de El Salvador.
Mayer es hijo del exfutbolista colombiano Cristian Ali Gil Mosquera y hermano de los también futbolistas Cristian David y Brayan.

## Clubes
Actualizado al último partido jugado el 10 de noviembre de 2024.
| Club Deportivo FAS · El Salvador            | 1.ª                 | 2020                | 2  | 0 | - | - | - | - | 2  | 0 |
| Club Deportivo FAS · El Salvador            | 1.ª                 | 2020                | 4  | 0 | - | - | - | - | 4  | 0 |
| Club Deportivo FAS · El Salvador            | Total               | Total               | 6  | 0 | 0 | 0 | 0 | 0 | 6  | 0 |
| Club Deportivo Atlético Marte · El Salvador | 1.ª                 | 2021                | 3  | 0 | - | - | - | - | 3  | 0 |
| Club Deportivo Atlético Marte · El Salvador | Total               | Total               | 3  | 0 | 0 | 0 | 0 | 0 | 3  | 0 |
| Alianza Petrolera · Colombia                | 1.ª                 | 2022                | 1  | 0 | - | - | - | - | 1  | 0 |
| Alianza Petrolera · Colombia                | 1.ª                 | 2023                | 26 | 5 | 6 | 1 | - | - | 32 | 6 |
| Alianza Petrolera · Colombia                | 1.ª                 | 2024                | 28 | 2 | - | - | 6 | 0 | 34 | 2 |
| Alianza Petrolera · Colombia                | 1.ª                 | 2025                |    |   |   |   |   |   |    |   |
| Alianza Petrolera · Colombia                | Total               | Total               | 55 | 7 | 6 | 1 | 6 | 0 | 67 | 8 |
| Total en su carrera                         | Total en su carrera | Total en su carrera | 64 | 7 | 6 | 1 | 6 | 0 | 76 | 8 |
| (2) No incluye goles en partidos amistosos. |                     |                     |    |   |   |   |   |   |    |   |

Segunda División de El Salvador/Reservas
| Club                   | País        | Año  |
| ---------------------- | ----------- | ---- |
| Turín FESA Fútbol Club | El Salvador | 2018 |
| Brujos de Izalco       | El Salvador | 2019 |
| Club Deportivo FAS     | El Salvador | 2019 |
| C.D. Destroyer         | El Salvador | 2021 |

### Selección nacional
| Selección                                  | Año                 | Partidos | Goles |
| ------------------------------------------ | ------------------- | -------- | ----- |
| El Salvador Sub-20                         |                     |          |       |
| 2022                                       | 4                   | 3        |       |
| Total en su carrera                        | Total en su carrera | 4        | 3     |
| El Salvador                                |                     |          |       |
| 2022                                       | 1                   | 0        |       |
| 2023                                       | 12                  | 1        |       |
| 2024                                       | 1                   | 0        |       |
| Total en su carrera                        | Total en su carrera | 14       | 1     |
| Estadísticas hasta el 27 de marzo de 2024. |                     |          |       |